# Brachyunguis bicolor
Brachyunguis bicolor är en insektsart. Brachyunguis bicolor ingår i släktet Brachyunguis och familjen långrörsbladlöss. Inga underarter finns listade i Catalogue of Life.